# 延氷型情報収集艦
延氷型情報収集艦（やんびんがたじょうほうしゅうしゅうかん、ヤンビンがた、英語: YANBING class intelligence collection ship）は、中華人民共和国海軍に所属していた砕氷・情報収集艦である。「海氷723（ハイビン723）」の1隻のみが建造され、北海艦隊に所属していた。 艦番号は723であった。
1981年、延哈（YANHA）型砕氷艦の後継として建造された。延哈型よりも大型化している。1982年12月31日に、北海艦隊旅順港基地で就役した。1990年前後に、前部の37ミリ機関砲2基を撤去し、電子装備を設置され、砕氷・情報収集艦に改装された。
冬季は北海艦隊の砕氷艦として渤海方面で活動していた。情報収集艦としては、日本列島周辺や南沙諸島周辺で活動し、海洋観測なども行なっていた。2001年頃から日本列島周辺を周回して情報収集活動をしたり、小笠原諸島周辺で海洋観測を行なったりしていた。日本周辺で情報収集活動をする際は海上自衛隊の護衛艦に常に監視されていたことは、新聞などで報道されたこともある。
新型の情報収集艦により更新され、2012年には国家海洋局 海監総隊（海監）に移管されて、「海監111」として再就役した。